# PHP Data Objects
PHP Data Objects (PDO) — розширення для PHP, що надає розробнику простий і універсальний інтерфейс для доступу до різних баз даних.
PDO пропонує єдині методи для роботи з різними базами даних, хоча текст запитів може трохи відрізнятися. Оскільки багато СУБД реалізують свій діалект SQL, який в тій чи іншій мірі підтримує стандарти ANSI і ISO, то при використанні простих запитів можна добитися сумісності між різними мовами. На практиці це означає, що можна досить легко перейти на іншу СУБД, при цьому не змінюючи або частково змінюючи код програми.
PDO не використовує абстрактних прошарків для підключення до БД, на зразок ODBC, а використовує для різних БД їх «рідні» драйвери, що дозволяє добитися високої продуктивності. В даний час для PDO існують драйвери практично для всіх загальновідомих СУБД та інтерфейсів. Втім, є і драйвер для підключення до ODBC.
| Ім'я драйвера | СУБД які підтримуються                   |
| ------------- | ---------------------------------------- |
| PDO_DBLIB     | FreeTDS / Microsoft SQL Server / Sybase  |
| PDO_FIREBIRD  | Firebird/Interbase 6                     |
| PDO_IBM       | IBM DB2                                  |
| PDO_INFORMIX  | IBM Informix Dynamic Server              |
| PDO_MYSQL     | MySQL 3.x/4.x/5.x                        |
| PDO_OCI       | Oracle Call Interface                    |
| PDO_ODBC      | ODBC v3 (IBM DB2, unixODBC і win32 ODBC) |
| PDO_PGSQL     | PostgreSQL                               |
| PDO_SQLITE    | SQLite 3 і SQLite 2                      |
| PDO_4D        | 4D                                       |

PDO входить до складу PHP з версії 5.1 (для PHP версії 5.0. поставлялося як PECL-розширення). У більш ранніх версіях PHP, PDO не працює, тому що вимагає нових функцій ядра інтерпретатора.